# Danainae
Sous-famille
Les Danainae sont une sous-famille d'insectes lépidoptères de la famille des Nymphalidae.

## Systématique
Décrit par l'entomologiste français Jean-Baptiste Alphonse Dechauffour de Boisduval en 1833.
Ce taxon a été considéré par le passé comme une famille à part entière sous le nom de Danaidae, avant d'être rétrogradé au rang de sous-famille de la famille des Nymphalidae.

## Caractéristiques
Ils pondent leurs œufs sur différentes espèces de la famille des Apocynacées, dont les larves (chenilles) se nourrissent. Ces plantes-hôtes contiennent des glycosides toxiques qui sont séquestrés dans le corps de la chenille et qui sont conservés dans les stades de développement subséquents. Cette stratégie de défense très efficace les protège contre de nombreux prédateurs qui apprennent bien vite à éviter ces espèces, après avoir tenté de les manger. Les chenilles sont très parasitées. 
Ce sont pour la plupart de grands migrateurs.

## Diversité
Il existe environ 300 espèces de Danainae dans le monde entier, dont seulement quatre se trouvent en Amérique du Nord : le Monarque (Danaus plexippus), le Papillon Reine (Danaus gilippus), le Danaus eresimus et le Lycorea cleobaea et deux en Europe. La plupart des espèces de la tribu Danaini se trouvent dans les régions tropicales d'Asie et d'Afrique, tandis que celles de la tribu Ithomiini vivent dans les diverses régions néotropicales. Les Tellervini sont limités à l'Australie et à l'Orient. 
Un autre membre connu surtout pour sa présence dans les serres de papillons et qui vit dans le Sud-Est asiatique est l'Idea leuconoe.
L'immense majorité des espèces résident en Amérique Centrale et en Amérique du Sud, en particulier dans la forêt tropicale humide et parmi elles 50 sont attestées résider en Guyane.

## Taxinomie
Il existe trois tribus : 
- Tribu des Danaini Boisduval, 1833
- Tribu des Ithomiini Godman & Salvin, 1879
- Tribu des Tellervini Fruhstorfer, 1910